# Marquesado de Astorga
El marquesado de Astorga es un título nobiliario español concedido por Enrique IV de Castilla a Álvar Pérez Osorio el 6 de julio de 1465. El de Astorga es uno de los cuatro marquesados más antiguos de España, con distinción de grandeza de España inmemorial. Lleva consigo la dignidad de alférez mayor del pendón de la divisa del rey, siendo el marqués de Astorga el que levantaba el pendón real en las proclamaciones de los reyes de España. 

## Armas
En campo de oro, dos lobos de gules colocados en palo, campana de plata caragada de tres bandas vibradas de azur; bordura de oro cargada de ocho escudetes con las armas de Enríquez: mantelado, el 1 y 2 de gules con un castillo de oro, y el mantel de plata con el león de gules coronado de oro.

## Marqueses de Astorga
- Álvar Pérez Osorio (m. Sarria, 1471),[2] I marqués de Astorga,[1] II conde de Trastamara, IV señor de Castroverde, I duque de Aguiar, del Páramo, de Villamañán, de Valderas (León), de Castroverde, de Chantada, de Bonal, alférez mayor del pendón de la Divisa del rey, y capitán general de Galicia y Asturias. Era hijo de Pedro Álvarez Osorio —a quien el rey Juan II nombró I conde de Trastámara en 1445,[3] y descendiente del conde Osorio Martínez—,[a] y de Isabel de Rojas.[1] Murió en Sarria en 1471 a causa de la peste y está enterrado en la Catedral de Astorga.

Casó en 1465 con Leonor Enríquez, hija de Fadrique Enríquez, almirante de Castilla, y de Teresa de Quiñones. Le sucedió su hijo:
- Pedro Álvarez Osorio (m. después del 7 de julio de 1505), II marqués de Astorga, III conde de Trastamara, II duque de Aguiar, II alférez mayor del Pendón de la Divisa del Rey.

Contrajo matrimonio en 1480 con Beatriz de Quiñones, hija de Diego Fernández de Quiñones, I condes de Luna, y de Juana Enríquez. Le sucedió su hijo:
- Álvar Pérez Osorio (m. 20 de enero de 1523), III marqués de Astorga,[5] IV conde de Trastámara, III duque de Aguiar (último en usar este título), III alférez mayor del Pendón de la Divisa del Rey, caballero de la Orden del Toisón de Oro.[6]

Casó en primeras nupcias con Isabel Sarmiento y Zúñiga, IV condesa de Santa Marta, y en segundas con Constanza Osorio de Castro. Le sucedió su hijo del primer matrimonio:
- Pedro Álvarez Osorio (m. 1 de noviembre de 1560), IV marqués de Astorga,[5] V conde de Trastámara, V conde de Santa Marta, IV alférez mayor del Pendón de la Divisa. Está enterrado en la Catedral de Astorga.

Casó en primeras nupcias en 1523 con María Ana Pimentel, en segundas con Constanza de Mendoza, y en terceras nupcias con Juana de Leiva. Le sucedió su hijo del primer matrimonio:
- Álvar Pérez Osorio y Pimentel (m. 29 de septiembre de 1567), V marqués de Astorga,[5] VI conde de Trastámara, VI conde de Santa Marta, V alférez mayor del Pendón de la Divisa.

Casó con Beatriz Álvarez de Toledo y Enríquez de Guzmán, última hija de Fernando Álvarez de Toledo y Pimentel, III duque de Alba de Tormes. Le sucedió su hijo:
- Antonio Pedro Álvarez Osorio (m. 12 de febrero de 1589), VI marqués de Astorga,[5] VII conde de Trastámara, VII conde de Santa Marta, VI alférez mayor del Pendón de la Divisa.

Contrajo matrimonio con María de Quiñones y Beaumont. Le sucedió su tío paterno:
- Alonso Álvarez Osorio (m. 25 de diciembre de 1592), VII marqués de Astorga,[5] VIII conde de Trastámara, VIII conde de Santa Marta, VII alférez mayor del Pendón de la Divisa.

Contrajo matrimonio con María Osorio de Castro, su prima hermana. Le sucedió su sobrino:
- Pedro Álvarez Osorio (m. 28 de enero de 1613), VIII marqués de Astorga,[5] IX conde de Trastámara, IX conde de Santa Marta, grande de España, VIII alférez mayor del Pendón de la Divisa, comendador de Almodóvar.

Casó el 17 de diciembre de 1593 con Blanca Manrique de Aragón. Le sucedió su hijo:
- Álvar Pérez Osorio (28 de febrero de 1600-20 de noviembre de 1659), IX marqués de Astorga,[7] X conde de Trastámara, X conde de Santa Marta, IX alférez mayor del Pendón de la Divisa, comendador de Almodóvar y Herrera.

Casó en primeras nupcias el 15 de marzo de 1621 con María de Toledo. Contrajo un segundo matrimmonio antes del 12 de junio de 1636 con Francisca de Mendoza y Aragón. Casó por tercera vez el 25 de junio de 1649 con Juana Fajardo Manrique, condesa de San Leonardo. Le sucedió su sobrino,

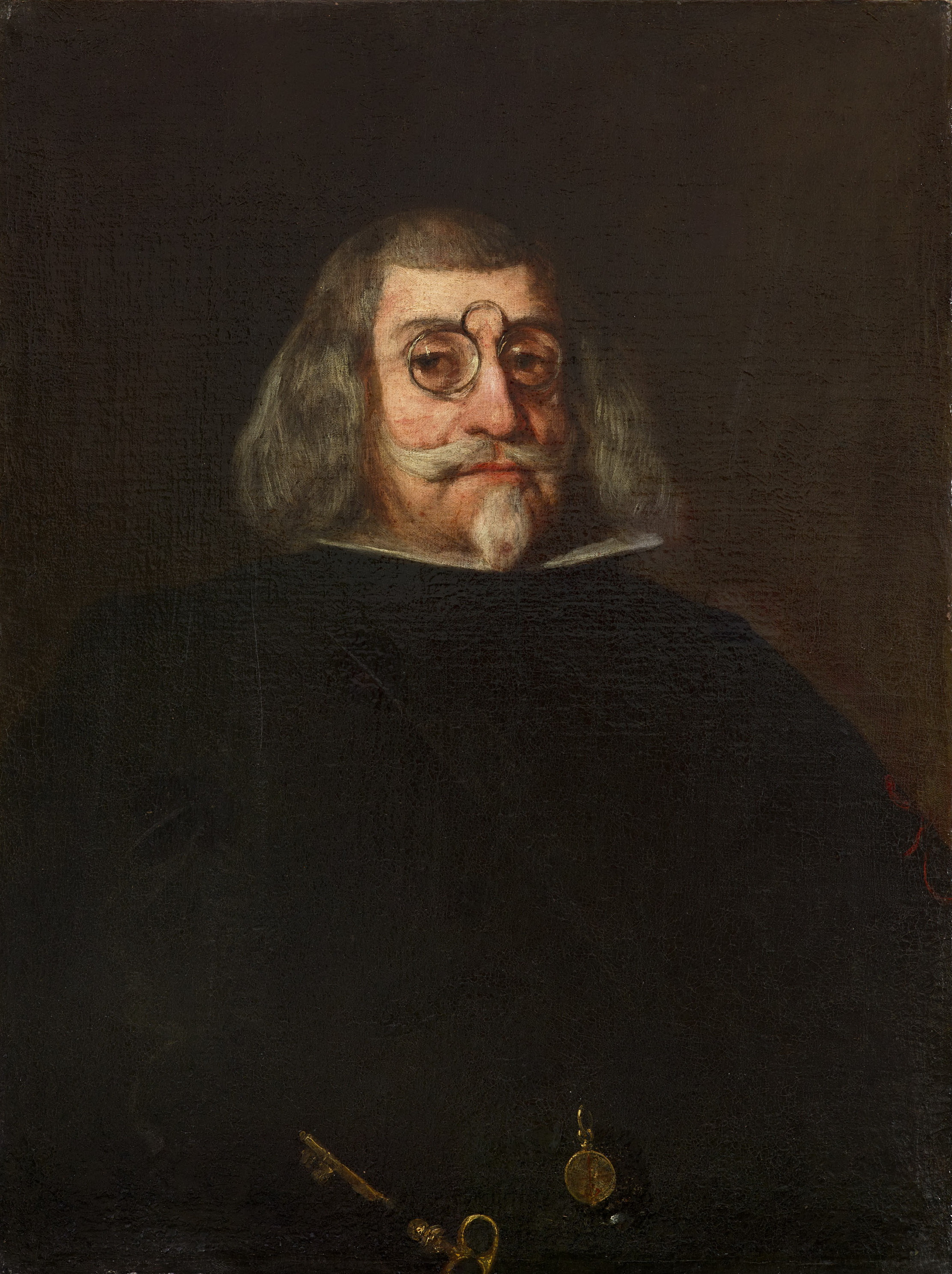
Antonio Pedro Sancho Dávila y Osorio (1657/60), por Alonso Cano (colección particular)

- Antonio Pedro Sancho Dávila y Osorio (m. 27 de febrero de 1689), X marqués de Astorga,[7] XI conde de Trastámara, IV marqués de Velada,[8] II marqués de la Villa de San Román, XI conde de Santa Marta, dos veces grande de España, XI señor de los Estados de Guadamora, la Ventosa, VI señor del de Villanueva, señor de los Estados de Poula, Refoxos, Milmanda, gentilhombre de cámara del rey Carlos II de España, embajador en Roma, Virrey y capitán general de Valencia (1664-1666), Virrey y capitán general de Nápoles (1672-1675), mayordomo mayor de la reina Madre María Luisa, capitán general de artillería, miembro del Consejo de Estado. Era hijo de Antonio Sancho Dávila y Toledo, III marqués de Velada, y de su esposa Constanza Osorio.[8]

Casó el 24 de febrero de 1634 con Juana María de Velasco, marquesa de Salinas del Río Pisuerga. Contrajo un segundo matrimonio en septiembre de 1641 con Ana María de Guzmán, condesa de Saltés. Casó en terceras nupcias en marzo de 1643 con María de Mendoza y Pimentel. Sin descendencia, le sucedió su hermana:
- Ana Dávila y Osorio (m. 20 de julio de 1692), XI marquesa de Astorga,[7] XII condesa de Trastámara, XII condesa de Santa Marta, V marquesa de Velada, III marquesa de la Villa de San Román, tres veces grande de España, XIV señora del condado de Villalobos, V condesa de Saltés, XI señora del Oficio de alférez mayor del Pendón de la Divisa.

Casó el 5 de enero de 1650 con Manuel Luis de Guzmán y Zúñiga, IX marqués de Ayamonte y IV marqués de Villamanrique. Le sucedió su hijo:
- Melchor Francisco de Guzmán Dávila Osorio  (m. 15 de abril de 1710), XII marqués de Astorga,[7] XIII conde de Trastámara, XIII conde de Santa Marta, VI marqués de Velada,[8] IV marqués de la Villa de San Román, VI conde de Saltés, V marqués de Villamanrique, VIII marqués de Ayamonte, XIV conde de Nieva, grande de España, XII alférez mayor del Pendón de la Divisa, señor de todos los estados, villas y lugares de sus apellidos, caballero de la Orden de Calatrava desde 1685 y comendador de Manzanares por dicha orden, capitán general de Galicia (1696-1700).[9]

Casó en primeras nupcias el 18 de diciembre de 1677 con Antonia de la Cerda y Aragón (m. 15 de agosto de 1679). Casó en segundas nupcias el 16 de enero de 1684 con Mariana Fernández de Córdoba y Figueroa, hija de Luis Ignacio Fernández de Córdoba-Figueroa y Enríquez de Ribera, VI duque de Feria, y Mariana Fernández de Córdoba Cardona y Aragón. Le sucedió su hija del segundo matrimonio:
- Ana Nicolasa Osorio de Guzmán y Dávila (1692-Madrid, 11 de diciembre de 1762),[9] XIII marquesa de Astorga,[7]  y  todos los títulos y dignidades de su padre, además del ducado de Atrisco de su prima Ana Bernarda de Guzmán, la primera titular.[9] Fue VII marquesa de Velada,[8] X marquesa de Ayamonte, V marquesa de la Villa de San Román, VI marquesa de Villamanrique, etc.

Casó el 13 de febrero de 1707 con Antonio Gaspar de Moscoso Osorio y Aragón (1689-3 de enero de 1725), XII conde de Monteagudo de Mendoza, VII marqués de Almazán, VIII conde de Altamira, VIII marqués de Poza, VII conde de Lodosa, VII duque de Sanlúcar la Mayor, IV marqués de Leganés, III marqués de Morata de la Vega, IV marqués de Mairena, V conde de Arzarcóllar, V duque de Medina de las Torres, alcalde mayor de los hijosdalgo.
Le sucedió su nieto, hijo de Buenaventura Fernández de Córdoba y Folch de Cardona, XI duquesa de Sessa, (m. 9 de abril de 1768), y de Ventura Antonio Osorio de Moscoso, XIII conde de Monteagudo de Mendoza, VIII marqués de Almazán, XIV conde de Trastámara en sucesión de su abuelo materno, IX conde de Altamira, VIII duque de Sanlúcar la Mayor, VI duque de Medina de las Torres, V marqués de Leganés, IV marqués de Morata de la Vega, IX marqués de Poza, VI conde de Arzarcóllar, V marqués de Mairena, VIII conde de Lodosa, guarda mayor del reino de Castilla, alcalde mayor de los hijosdalgos, V marqués de Monasterio, VII marqués de Villamanrique, XI marqués de Ayamonte, XV conde de Santa Marta, XVI conde de Nieva, VII conde de Saltés por cesión materna. No heredó el marquesado de Astorga por haber fallecido a los diecinueve años de edad en vida de su madre.
- Ventura Antonio Osorio de Moscoso y Fernández de Córdoba (15 de diciembre de 1733-6 de enero de 1776),[17] XIV marqués de Astorga,[7] XV conde de Trastámara, XVI conde de Santa Marta, VIII marqués de Velada,[7] VII marqués de la Villa de San Román, VIII conde de Saltés, VIII marqués de Villamanrique, XII marqués de Ayamonte, XVII conde de Nieva, XIV conde de Monteagudo de Mendoza,[18] IX marqués de Almazán, X marqués de Poza, XXI vizconde de Iznájar, XII duque de Sessa, X duque de Baena, XI duque de Soma, XVI conde de Palamós, X conde de Altamira,[12] IX conde de Lodosa, IX duque de Sanlúcar la Mayor,[15] VI marqués de Mairena, VII conde de Arzarcóllar, VI marqués de Leganés,[14] V marqués de Morata de la Vega, VII duque de Medina de las Torres,[19] VI marqués de Monasterio, XII conde de Trivento, XII conde de Avelino, XI conde de Oliveto, caballero de la Orden del Toisón de Oro en diciembre de 1771, gentilhombre de cámara del rey y caballerizo mayor de los príncipes de Asturias.[17]

Contrajo matrimonio el 21 de septiembre de 1749 con María de la Concepción de Guzmán y de la Cerda (m. 7 de octubre de 1803). Le sucedió su único hijo:

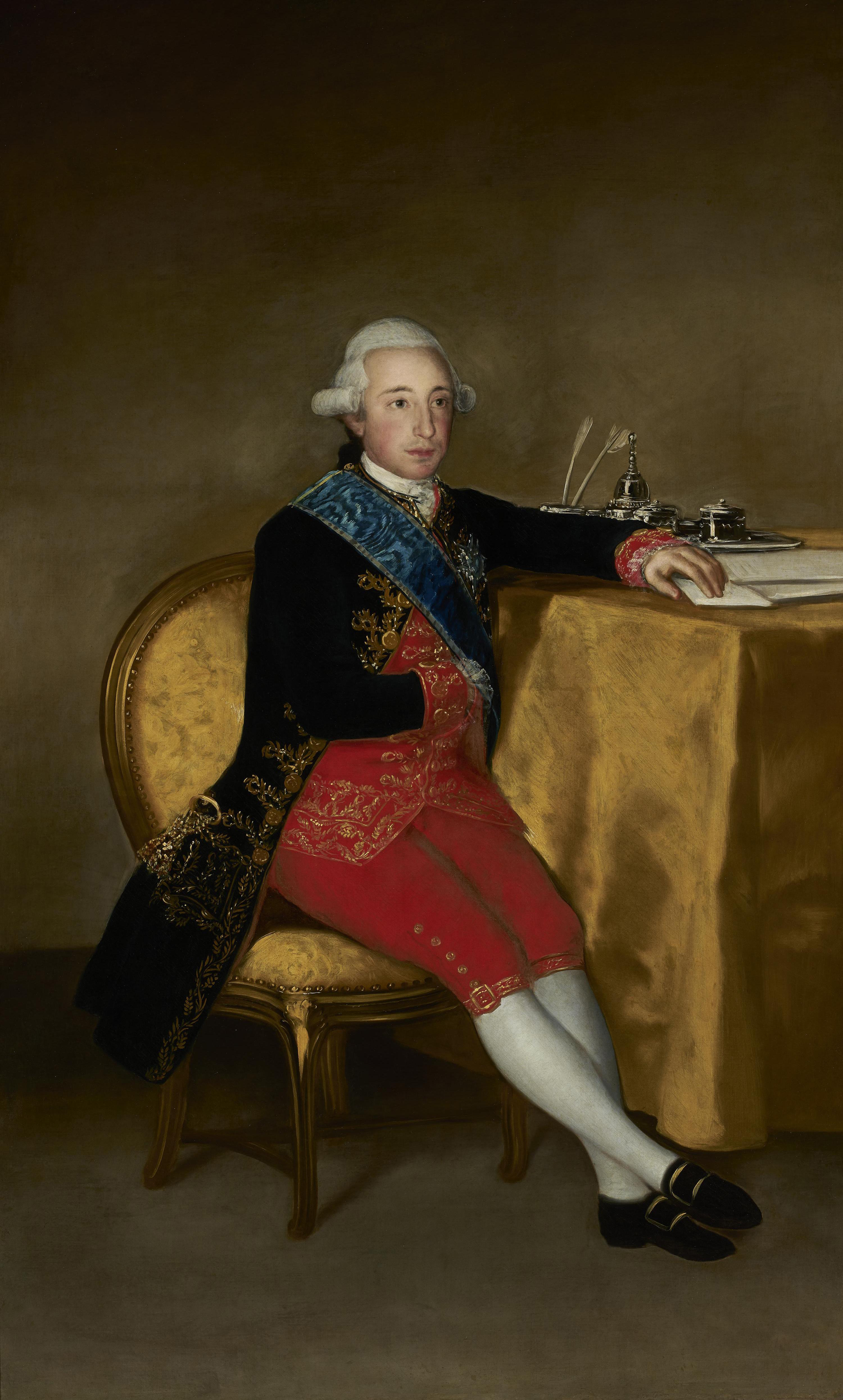
Vicente Joaquín Osorio de Moscoso por Francisco de Goya en 1787 (Colección del Banco de España)

- Vicente Joaquín Osorio de Moscoso y Guzmán (Madrid, 17 de enero de 1756-26 de agosto de 1816), XV marqués de Astorga,[7] XVI conde de Trastámara, XVII conde de Santa Marta, IX marqués de Velada,[8] VII marqués de la Villa de San Román, VIII conde de Saltés, IX marqués de Villamanrique, XII marqués de Ayamonte, XVII conde de Nieva, XV conde de Monteagudo de Mendoza,[20][18] X marqués de Almazán, XI conde de Altamira,[12] XXII vizconde de Iznájar, XVII conde de Palamós, XIII duque de Sessa,[21] XI duque de Baena,[22] XII duque de Soma, VIII duque de Medina de las Torres,[19] X duque de Sanlúcar la Mayor,[15] VI marqués de Mairena, VII marqués de Leganés,[14] caballero de la Orden del Toisón de Oro, etc.[18]

Casó en primeras nupcias el 3 de abril de 1774 con María Ignacia Álvarez de Toledo y Gonzaga, hija de Antonio Álvarez de Toledo Osorio Pérez de Guzmán el Bueno y su segunda esposa, María Antonia Gonzaga, marqueses de Villafranca del Bierzo, y en segundas, siendo su segundo esposo, con María Magdalena Fernández de Córdoba y Ponce de León, hija de los marqueses de Puebla de los Infantes. Le sucedió el segundogénito de su primer matrimonio:

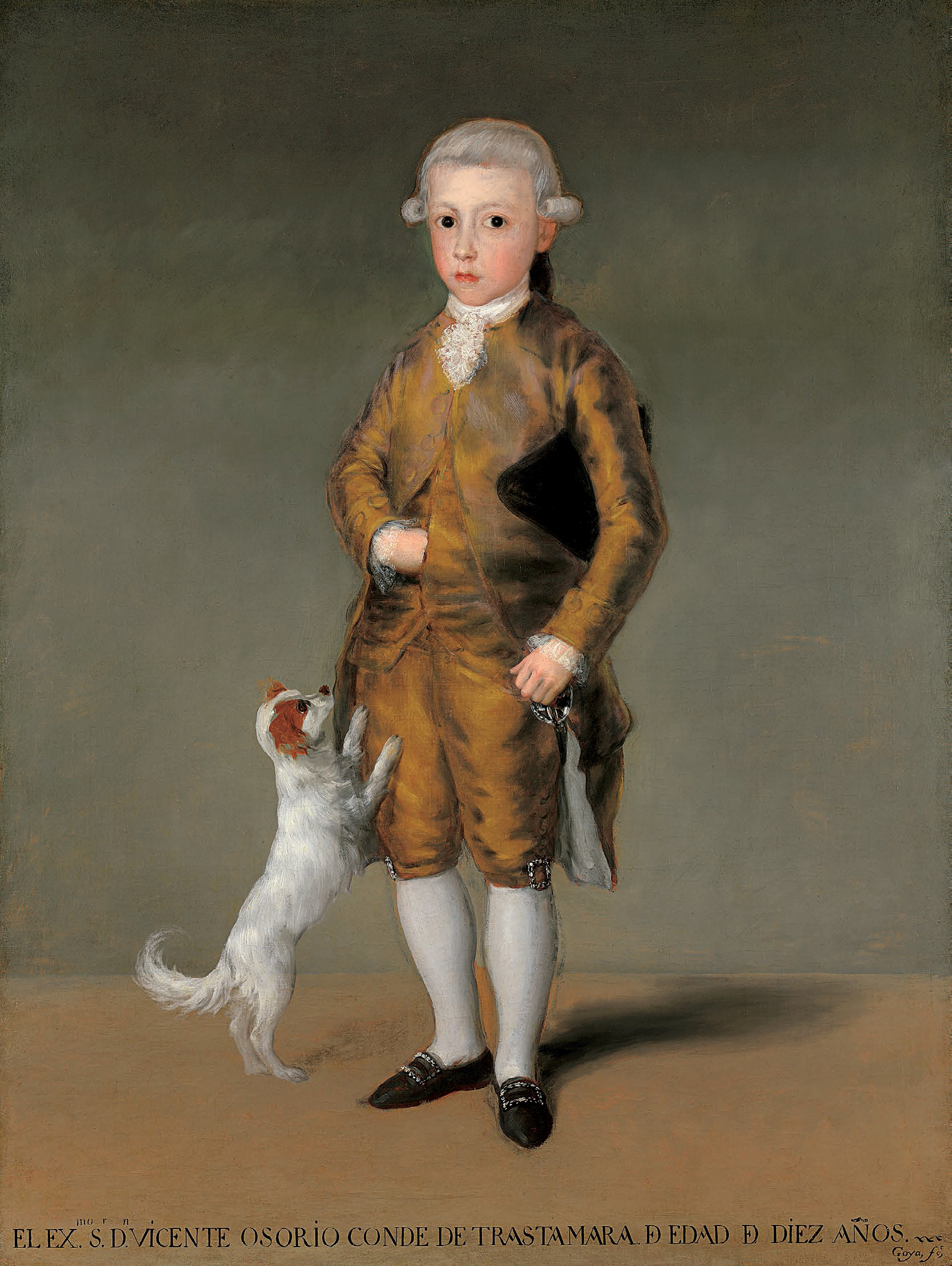
Vicente Isabel Osorio de Moscoso, conde de Trastámara de niño, por Francisco de Goya. Hacia 1786-1787. Museo de Bellas Artes de Houston

- Vicente Ferrer Isabel Osorio de Moscoso y Álvarez de Toledo (Madrid, 19 de noviembre de 1777-31 de agosto de 1837), XVI marqués de Astorga,[7] XVIII conde de Trastámara, XVI conde de Monteagudo de Mendoza,[23] X marqués de Velada,[8] XVIII conde de Santa Marta, XI marqués de Almazán, XII conde de Altamira,[12] VIII marqués de Leganés,[14] XIV duque de Sessa,[21] XII duque de Baena,[22] XI duque de Sanlúcar la Mayor,[15] etc.

Contrajo un primer matrimonio el 12 de febrero de 1798 con María del Carmen Ponce de León y Carvajal, y después volvió a casar el 14 de febrero de 1834 con María Manuela Yanguas y Frías. Le sucedió su hijo del primer matrimonio.
- Vicente Pío Osorio de Moscoso y Ponce de León (m. 22 de febrero de 1864), XVII marqués de Astorga,[12] XIX conde de Trastámara, XVII conde de Monteagudo de Mendoza,[23] XI marqués de Velada,[8] XII marqués de Almazán, XIII conde de Altamira,[12] IX marqués de Leganés,[14] XV duque de Sessa,[21] XIII duque de Baena,[22] IX duque de Medina de las Torres,[19] XII duque de Sanlúcar la Mayor,[15] XIX conde de Santa Marta, etc. Fue el último representante de esta línea de la familia Osorio que mantuvo unido todo el patrimonio hereditario acumulado por sus ascendientes y que lo convertían en uno de los principales magnates de España en su época. Fue Sumiller de Corps de la reina Isabel II.

Casó el 30 de junio de 1821 con María Luisa de Carvajal y Queralt. Le sucedió su hijo:
- José María Osorio de Moscoso y Carvajal (12 de abril de 1828, Madrid-4 de noviembre de 1881, Córdoba), XVIII marqués de Astorga, XX conde de Trastámara, XX conde de Cabra, dos veces grande de España, XVI duque de Sessa, V de Montemar y IX de Atrisco, X marqués de Leganés, XIV conde de Altamira, cinco veces grande de España, VIII marqués del Águila, IX de Morata de la Vega y XI marqués de la Villa de San Román, caballero de la Orden de Alcántara (30 de marzo de 1844), etc.

Casó con Luisa Teresa de Borbón, infanta de España. Le sucedió su nieto paterno, hijo de Francisco de Asís Osorio de Moscoso y Borbón y de su esposa María del Pilar Jordán de Urries y Ruiz de Arana.
- Francisco de Asís Osorio de Moscoso y Jordán de Urries (Madrid, 6 de diciembre de 1874-ibid., 5 de abril de 1952), XIX marqués de Astorga,[7] (1882, por cesión de su padre, que no había solicitado carta sucesoria a la muerte de su abuelo), XXII conde de Trastámara, XXII conde de Cabra (1925, por muerte sin sucesión de su tío), dos veces grande de España de primera clase, XVIII duque de Sessa, XIX de Maqueda, XVI conde de Altamira, tres veces grande de España, X marqués del Águila y XVI de Ayamonte (1925), etc., gentilhombre grande de España con ejercicio y servidumbre del rey Alfonso XIII.

Casó en primeras nupcias el 8 de diciembre de 1897 con María de los Dolores de Reynoso y Queralt (m. 28 de junio de 1905) XI condesa de Fuenclara, grande de España, y en segundas nupcias el 12 de octubre de 1909 con María de los Dolores Taramona y Díez de Entresoto (Bilbao, 15 de marzo de 1880-Bilbao, 6 de enero de 1963) (hermana del XVI conde consorte de Castilnovo). Le sucedió su hija del primer matrimonio:
- María del Perpetuo Socorro Osorio de Moscoso y Reynoso (Madrid, 30 de junio de 1899-Ávila, 20 de octubre de 1980), XX marquesa de Astorga,[7] (carta sucesoria 29 de octubre de 1954), XXIV condesa de Trastámara, XIX duquesa de Sessa[7] (Carta de Sucesión de 29 de octubre de 1954, cedido 9 de diciembre de 1955 a su hijo varón primogénito), XXI duquesa de Maqueda (por cesión de su padre, 1920), XXIV condesa de Priego (por rehabilitación y carta sucesoria de mejor derecho, 25 de febrero de 1966, por muerte sin sucesión de la XXIII condesa, María Luisa Ruíz de Arana y Fontagud, Osorio de Moscoso y Aguilera), III duquesa de Santángelo (por rehabilitación del título y carta sucesoria de 1976), cuatro veces grande de España, XIII condesa de Lodosa (por rehabilitación y carta Sucesoria de Mejor Derecho, por muerte sin sucesión de la XII condesa, María Teresa Ruíz de Arana y Fontagud, Osorio de Moscoso y Aguilera), etc. El resto de los títulos de su padre, así como los de otras ramas de la familia que se extinguieron, fueron rehabilitados por sus hijos. Renunció a todos los títulos, previa distribución en diferentes fechas, definitivamente en 1976, tomando el velo de clausura en el convento de la Encarnación de Ávila.

Casó con Leopoldo Barón y Torres, caballero de Calatrava (Ayamonte, 15 de marzo de 1890-Madrid, 25 de septiembre de 1952). Le sucedió su nieto:
- Gonzalo Barón y Gavito (1948-2003), XXI marqués de Astorga,[7] (carta sucesoria y petición de rehabilitación puesto que ni su padre ni sus tíos solicitaron la sucesión de este título a la muerte de su abuela, de fecha 9 de enero de 1982), XXI duque de Sessa, XII de Atrisco, XIV marqués de Leganés, XIX conde de Altamira, cuatro veces grande de España, XIII marqués de Morata de la Vega, XI del Pico de Velasco de Angustina, etc. Por sentencia, fue desposeído del marquesado de Astorga a favor de:[24]

- María del Pilar Paloma de Casanova y Barón, XXII marquesa de Astorga,[24] XXIII condesa de Monteagudo de Mendoza,[25] XXIV duquesa de Maqueda, XXI marquesa de Távara,[26] XXIII marquesa de Elche, XIX marquesa de Ayamonte, XIV marquesa de la Villa de San Román, XXVI condesa de Cabra, etc. Es nieta de la XX marquesa de Astorga, hija de María Dolores Barón Osorio de Moscoso, XXII duquesa de Maqueda, y de su esposo Baltasar de Casanova y Ferrer.[27][28]

Contrajo matrimonio en 1975 con Francisco José López Becerra de Solé y Martín de Vargas, señor de Tejada, señor de Valdeosera, abogado, poseedor, entre otras distinciones de la Encomienda de Isabel la Católica, Cruz al Mérito Militar con distintivo Blanco, comendador de la Orden del Mérito Civil, de las reales academias de Córdoba y Zaragoza, académico de número de la Academia Andaluza de la Historia.
Son sus hijos: Soledad Simitria López Becerra y Casanova, XXIV marquesa de Elche, X marquesa de la Vega de la Sagra, casada con Javier Linares y de Medina, de la casa condal de Mejorada, maestrante de Sevilla y de Ronda; Álvaro López de Becerra y de Casanova, XXVII conde de Cabra, IV marqués de Belfuerte, XXVII vizconde de Iznájar, grande de España, casó con María Ana Pancorbo y de Rato, nieta de los condes de Du Quesne; y Mencía López de Becerra y de Casanova, marquesa del Cenete, grande de España, casada con Francisco Javier de Saavedra y Rodríguez-Pomatta.